# Georg Friedrich von Wegnern
Georg Friedrich von Wegnern (ur. 14 marca 1729 w Braniewie, poległ 13 września 1793 niedaleko Ensheim) – pruski generał major.

## Życiorys

### Pochodzenie
Przodkowie jego wywodzili się z Osterweddingen w prowincji Saksonia. W XVI w. jego ród przesiedlił się do Królewca, a w 1635 roku otrzymał nadanie tytułu szlacheckiego Rzeczypospolitej Obojga Narodówolskiej szlachty i status mieszkańców Prus. Georg urodził się w rodzinie pruskiego pułkownika i ziemianina o tym samym nazwisku Georga Friedricha von Wegnern (1698–1764), właściciela Kapkeim, Damerau, Pregelswalde i Freienwalde, będącego dowódcą 5 Pułku Grenadierów im. Króla Fryderyka I. Jego matką była Louise Amalie von Wegnern (1702–1766).

### Kariera
W 1746 roku rozpoczął karierę wojskową jako podoficer (gefreiterkorporal) w 16 pułku piechoty „Flanß”. W 1749 awansował do stopnia chorążego, a w 1752 do podporucznika. Podczas wojny siedmioletniej brał udział w bitwach pod Großjägersdorf, Sarbinowem, Kunersdorfem oraz pod Torgau. W 1758 awansował na pierwszego porucznika (premierleutnant), a w 1763 awansował na kapitana sztabu. W 1764 roku został kapitanem i dowódcą kompanii. Następnie brał udział w wojnie o sukcesję bawarską. W 1785 awansował do stopnia podpułkownika, a w 1786 został dowódcą batalionu. Wraz z awansem na pułkownika został przeniesiony do 4 Pułku Piechoty „Egloffstein”, którego został dowódcą w 1789 roku. Od 7 listopada 1792 był szefem 30 Pułku Piechoty „Schönfeldt”. W 1793 roku został mianowany generałem brygady (generalmajor). Zginął we wrześniu tego samego roku pod Ensheim w pierwszej wojnie koalicyjnej przeciwko Francuzom, będąc dowódcą 31 pułku piechoty „von Borcke”.

### Życie osobiste
15 maja 1765 roku poślubił w Królewcu Albertynę Wilhelminę z domu von Syburg (1740–1790), córkę swojego dowódcy pułku Friedricha Wilhelma von Syburga (1709–1770). Po rozwodzie wstąpił 17 lutego 1783 w Królewcu w drugi związek małżeński z Barbarą Dorotheą Charlotte von Roeder (zm. 1803), zaś jego pierwsza żona wyszła za Carla Friedricha von Hambergera, przyszłego pruskiego generała porucznika.
Z obu małżeństw miał następujące potomstwo:
- Joachim Friedrich Ludwig Wilhelm (ur. 15 lipca 1776)
- Ludwig Karl August (ur. 3 sierpnia 1777, zm. 7 listopada 1854) – pruski kanclerz stanu,
- Johann Georg Gustav (ur. 9 grudnia 1778, zm. 31 grudnia 1806) – pruski porucznik i oficer ordynansowy (ordonnanzoffizier) generała porucznika Antona Wilhelma von L’Estocq,
- Sophie Luise Wilhelmine (ur. 26 kwietnia 1789, zm. 9 lipca 1858) – wyszła za mąż za Johanna Friedricha Jakoba von Kemphen (1764–1833), pruskiego generała.